# Historia Stirpium Indigenarum Helvetiae Inchoata
Historia Stirpium Indigenarum Helvetiae Inchoata (abreviado Hist. Stirp. Helv.) es un libro con ilustraciones y descripciones botánicas que fue escrito por el médico, anatomista, poeta, naturalista y botánico suizo Albrecht von Haller y publicado en Berna en 3 volúmenes en el año 1768.